# الرقاقنة
قرية الرقاقنة هي إحدى القرى التابعة لمركز جرجا بمحافظة سوهاج في جمهورية مصر العربية. حسب إحصاءات سنة 2006، بلغ إجمالي السكان في الرقاقنة 6776 نسمة، منهم 3420 رجلاً و3356 امرأة.

## الجبّانة الأثرية
تضم قرية الرقاقنة موقعًا أثريًا يتمثل في جبانة قديمة تعود إلى عصر الأسرة الثالثة في مصر القديمة. اكتشف الموقع لأول مرة عام 1901 على يد عالم الآثار البريطاني جون جارستانج، ثم أجرت هيئة الآثار المصرية حفريات موسعة بين عامي 1989 و1994 كشفت عن مقابر تعود لعامة الشعب وأخرى أكثر تميزًا، منها مقبرة ذات درج هابط وتابوت حجري. تقع الجبانة على أطراف القرية من الجهة الغربية قرب الصحراء، وتُعد من أهم المواقع الأثرية في نطاق مركز جرجا.